# Staniszów
Staniszów (tot 1945 Duits: Stonsdorf) is een plaats in het Poolse district  Jeleniogórski, woiwodschap Neder-Silezië. De plaats maakt deel uit van de gemeente Podgórzyn en is gelegen in het Reuzengebergte, ongeveer 6 kilometer ten zuiden van Jelenia Góra en 97 kilometer ten westen van Wrocław.

## Galerij

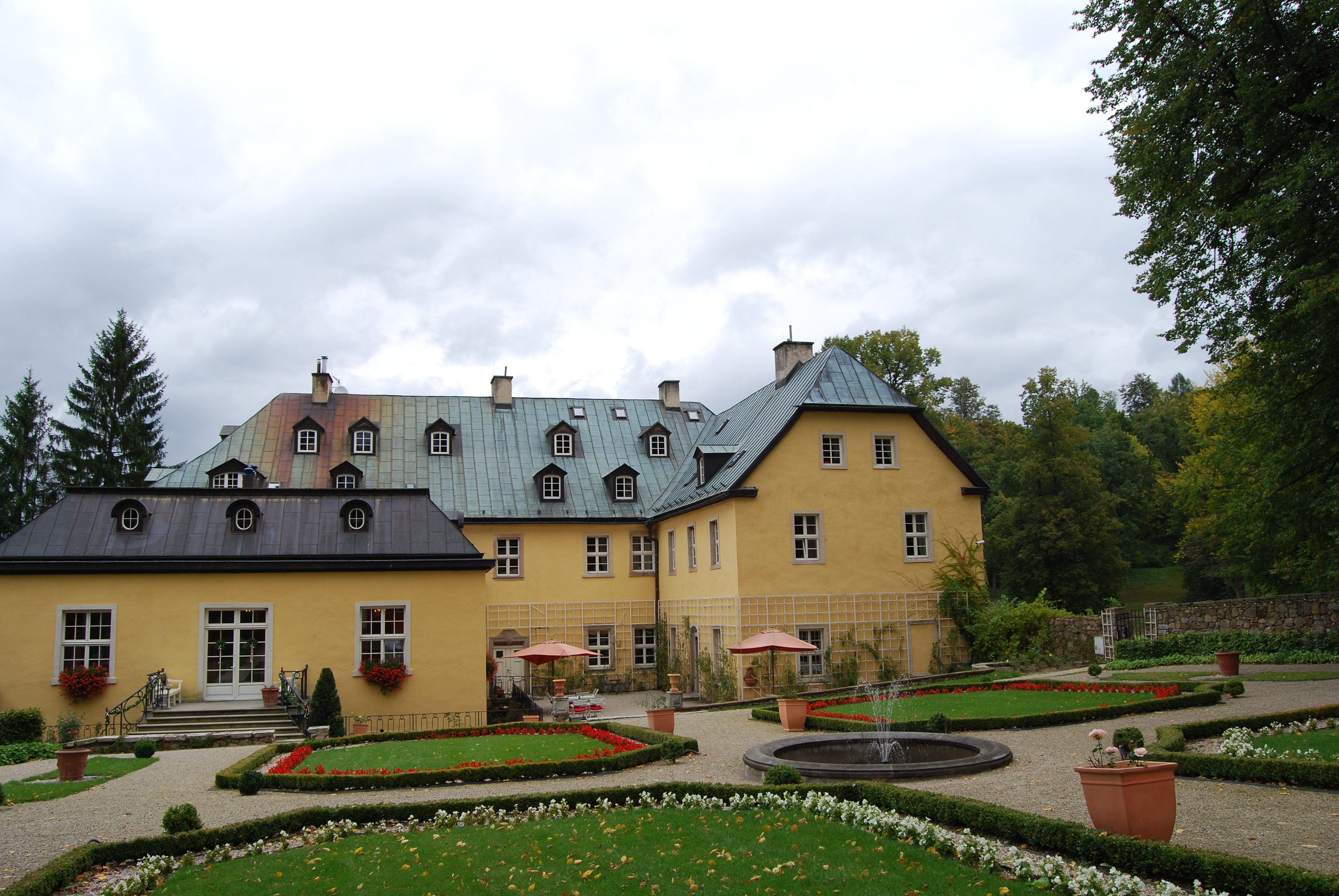
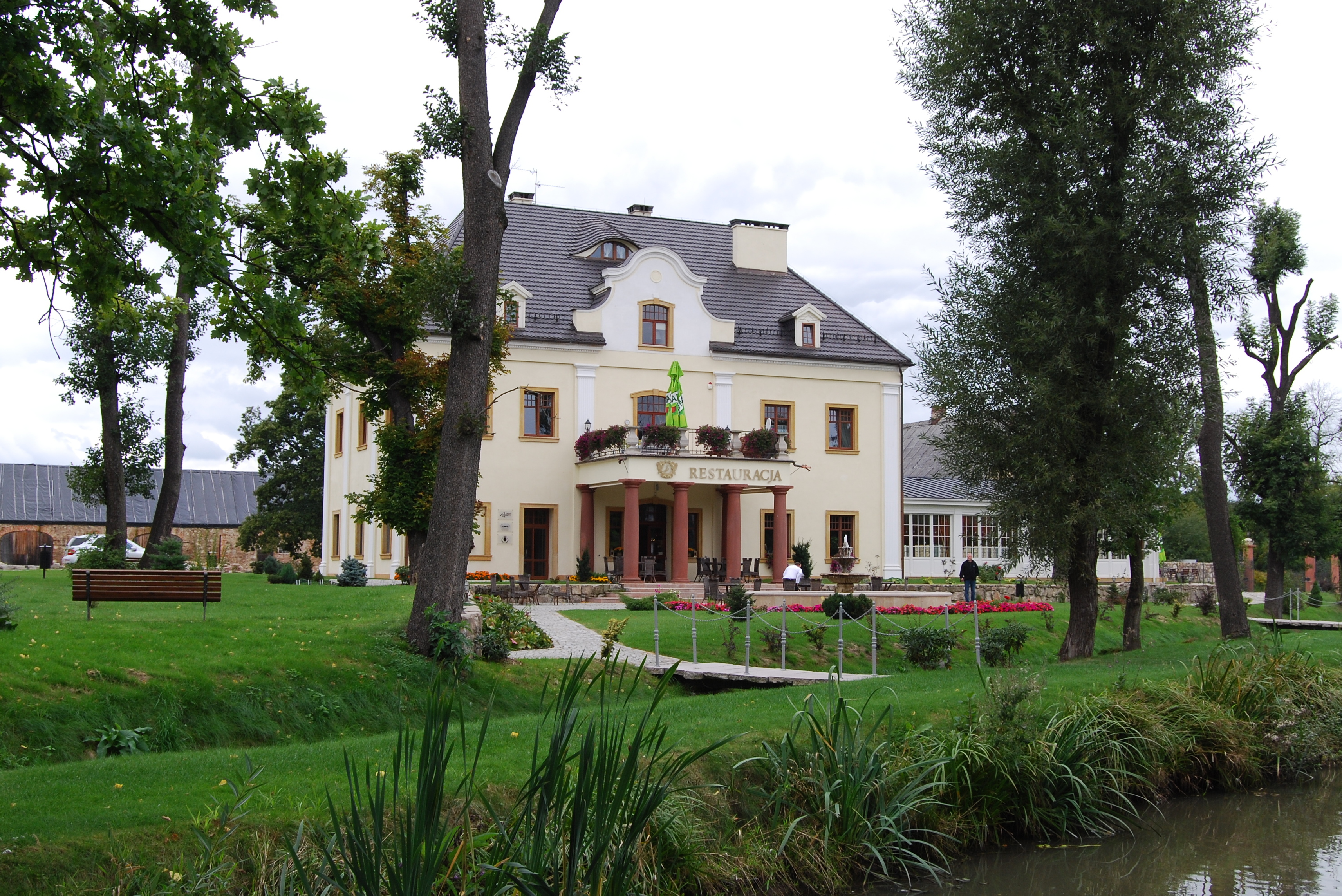
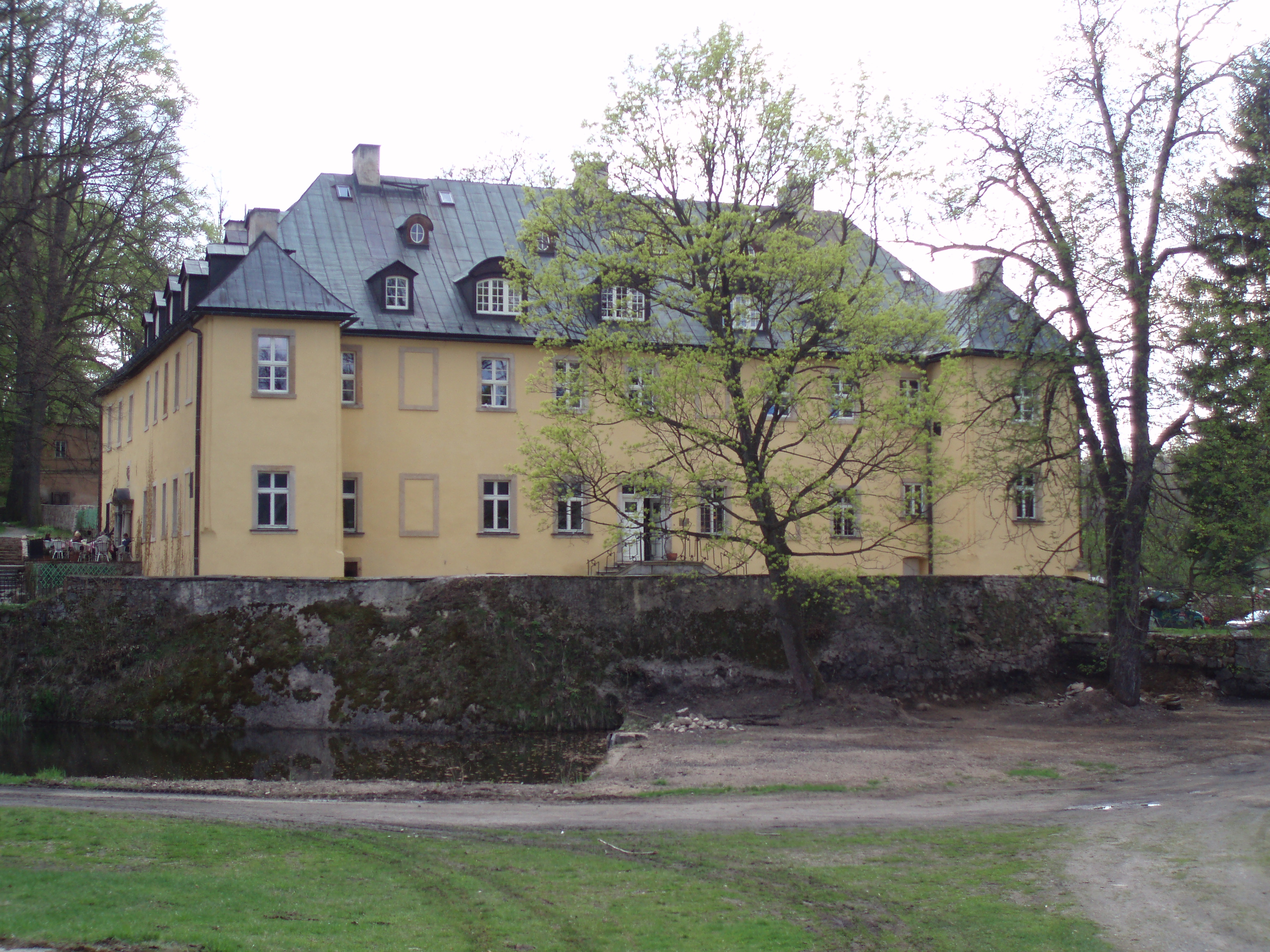
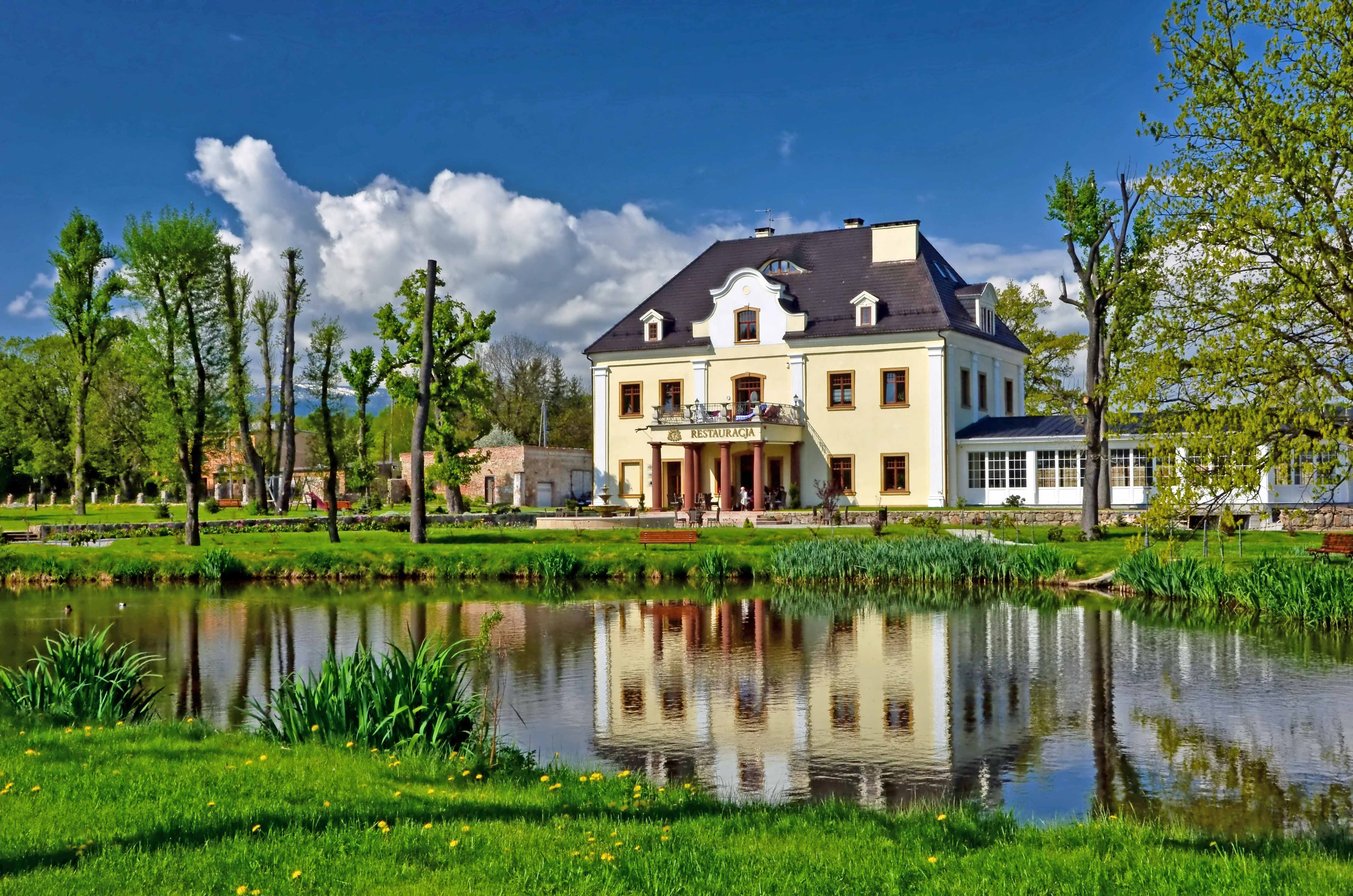